# Hristofor Zhefarovich
Hristofor Zhefarovich (en búlgaro: Христофор Жефарович, serbio: Христофор Жефаровић; fallecido el 18 de septiembre de 1753), fue un sacerdote, pintor, artista gráfico y grabador, poeta, escritor, calígrafo de origen búlgaro o serbio del siglo xviii. Nació en Dojran (actual Macedonia del Norte). Fue uno de los primeros representantes del movimiento Ilirio y uno de los primeros heraldistas de los Balcanes. Su Estematografía será la base de la heráldica en los Balcanes.
Hristofor Zhefarovich murió en Moscú el 18 de septiembre de 1753.

## Obras

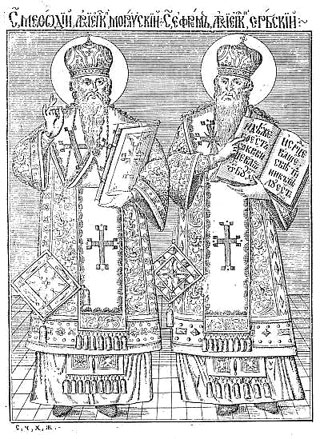
Grabado de San Metodio y San Jefrem de Serbia.
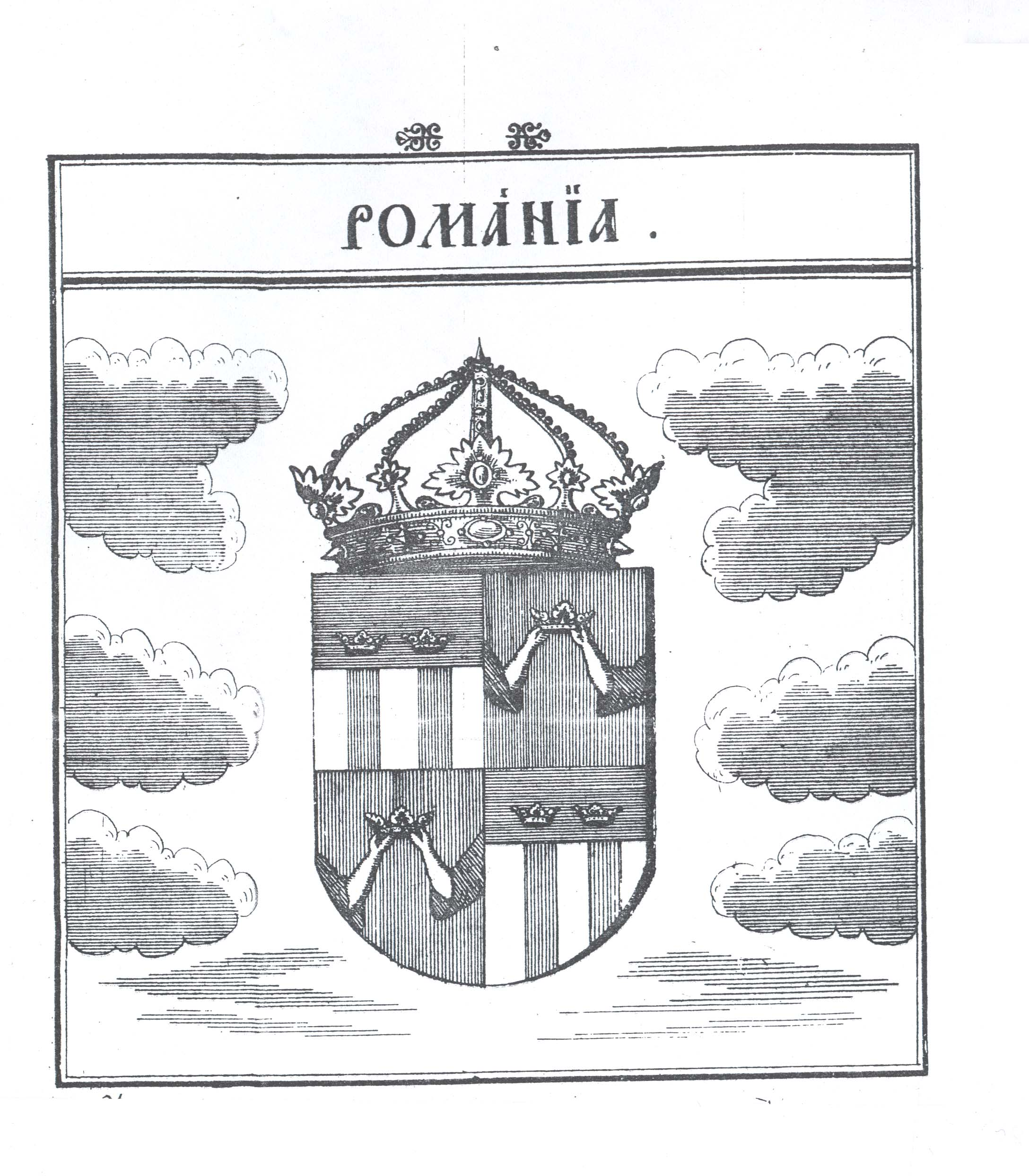
Escudo de armas de «Romania», después adoptado como símbolo de la provincia de Rumelia Oriental.
Escudo de armas de Bulgaria.
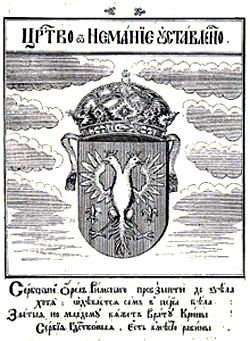
Escudo de armas de Serbia (Casa de Nemanjić).
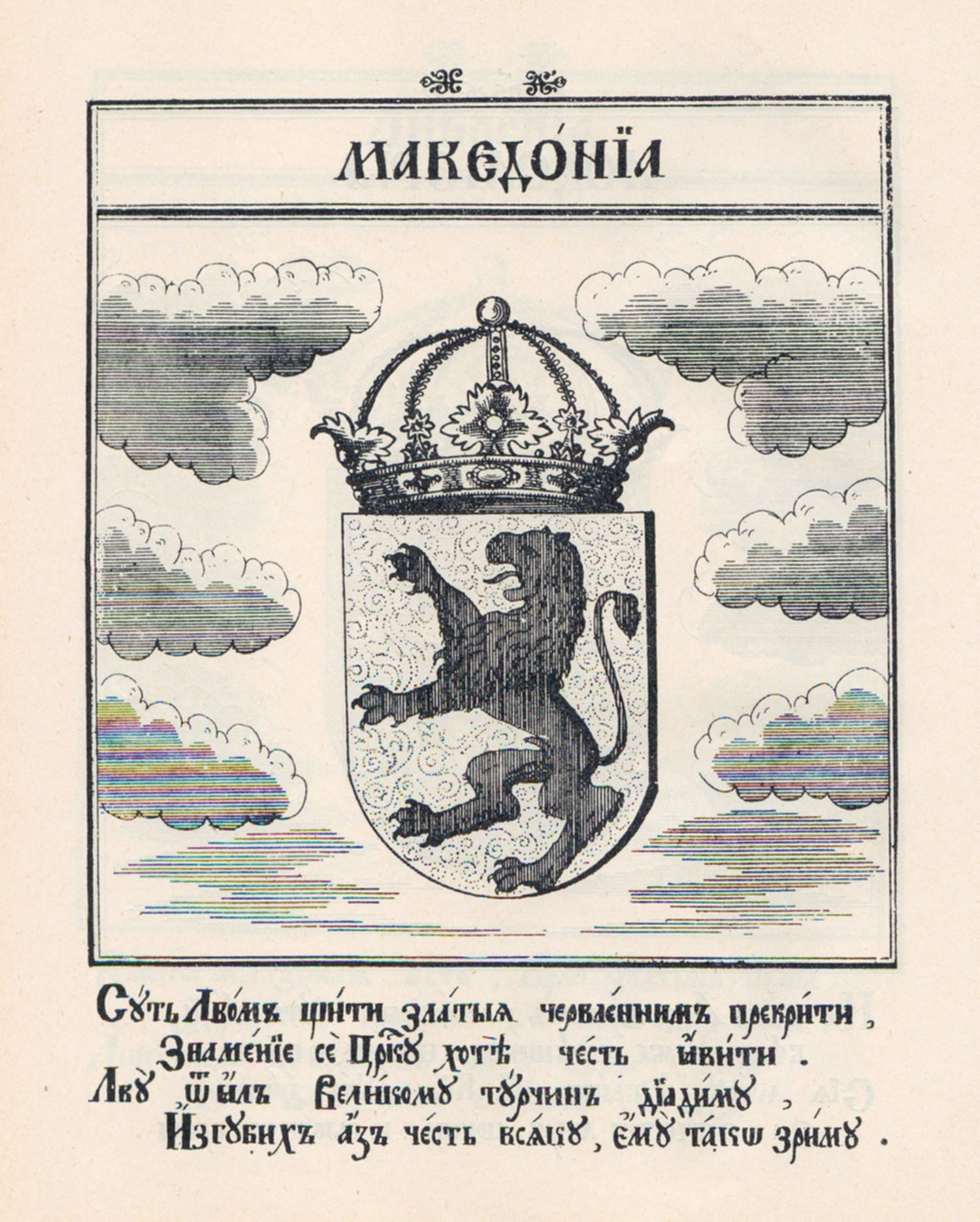
Escudo de armas de Macedonia.